# Belford Roxo
Belford Roxo, amtlich Município de Belford Roxo, ist eine Großstadt im brasilianischen Bundesstaat Rio de Janeiro. Die Einwohnerzahl wurde zum 1. Juli 2021 auf 515.239 Bewohner geschätzt, die Belford-Roxenser genannt werden und auf einer kleinen Gemeindefläche von rund 79 km² leben. Sie ist damit die fünftbevölkerungsreichste Stadt des Bundesstaates. Die Stadt gehört zur Baixada Fluminense, einer Reihe von Vorstädten von Rio mit insgesamt etwa 3 Millionen Einwohnern. Sie ist Teil der Metropolregion Rio de Janeiro.

## Namensherkunft
Benannt ist die Gemeinde nach dem Ingenieur Raymundo Teixeira Belfort Roxo.

## Geographie
Angrenzende Gemeinden sind Mesquita, Nova Iguaçu, Duque de Caxias und São João de Meriti.
Das Biom ist  Mata Atlântica.

## Geschichte
Den größten Teil des 20. Jahrhunderts gehörte Belford Roxo zur Stadt Nova Iguaçu. Am 3. April 1990 hat es sich von Nova Iguaçu gelöst (Lei Estadual n.º 1.640) und seit dem 1. Januar 1993 existiert das Munizip Belford Roxo. Das Jahr 1993 ist im Stadtwappen aufgeführt.

## Kommunalpolitik
Bei der Kommunalwahl 2020 wurde Wagner dos Santos Carneiro, genannt Waguinho, für die Amtszeit von 2021 bis 2024 zum Stadtpräfekten (Bürgermeister) mit 80,40 % der gültigen Stimmen wiedergewählt. Er war für den MDB aufgestellt worden, wechselte 2021 zum Partido Social Liberal (PSL) und wechselte 2022 erneut zur União Brasil.
Die Legislative liegt bei einem Stadtrat (Câmara Municipal) aus 24 gewählten Vertretern (vereadores).

## Demografie

### Bevölkerungsentwicklung
| Jahr | Einwohner | Stadt   | Land |
| --- | --------- | ------- | ---- |
| 2000 | 434.474   | 434.474 | 0    |
| 2010 | 469.261   | 469.261 | 0    |
| 2021 | 515.239   | 515.239 | 0    |
| Hier fehlt eine Grafik, die leider im Moment aus technischen Gründen nicht angezeigt werden kann. Wir arbeiten daran! |           |         |      |

Quelle: IBGE (2011)

### Ethnische Zusammensetzung
Ethnische Gruppen nach der statistischen Einteilung des IBGE (Stand 2000 mit 434.474 Einwohnern, Stand 2010 mit 469.332 Einwohnern):
| Gruppe      | Anteil 2000       | Anteil 2010           | Anmerkung                        |
| ----------- | ----------------- | --------------------- | -------------------------------- |
| Brancos     | 167.728 (38,60 %) | ▼ 145.615 (31,03 %) ▼ | Weiße, Nachfahren von Europäern  |
| Pardos      | 203.250 (46,78 %) | ▲ 251.256 (53,53 %) ▲ | Mischrassige, Mulatten, Mestizen |
| Pretos      | 57.062 (13,13 %)  | ▲ 67.323 (14,34 %) ▲  | Schwarze                         |
| Amarelos    | 541 (0,12 %)      | ▲ 4.624 (0,99 %) ▲    | Asiaten                          |
| Indígenas   | 1.118 (0,26 %)    | ▼ 421 (0,09 %) ▼      | indigene Bevölkerung             |
| ohne Angabe | 4.775             | 94                    |                                  |

## Wirtschaft
Zu den größten Industrien zählt das Chemiewerk von Bayer do Brasil, außerdem Fabriken von Termolite und Lubrizol.

## Söhne und Töchter der Gemeinde
- Seu Jorge (* 1970), Musiker und Schauspieler
- Carol Carioca (* 1983), Fußballspielerin
- Thiago André (* 1995), Leichtathlet
- Tarciane (* 2003), Fußballspielerin